# 徐县
徐县，中国古县名。
西汉置，治所在今江苏省泗洪县东南半城镇。为临淮郡治。东汉属下邳国。三国曹魏时属下邳郡。晋朝属临淮国。南朝宋时废。 